# فایننشل تکنولوژیس
فایننشل تکنولوژیس (انگلیسی: Financial Technologies Group) شرکت نرم‌افزار هندی است، که در سال ۱۹۸۸ تأسیس شد.